# Coenraad Droste
Coenraad Droste, ook Coenraet Droste (Dordrecht, augustus 1642 - Den Haag, 1734) was een Nederlands dichter en militair.

## Leven
Droste stamde uit een militair geslacht. Zijn vader Matthijs was kolonel en commandant van Heusden. Coenraad Droste studeerde aan de Latijnse School van Den Bosch en aan de universiteit van Leiden. Daar bleef hij tot 1665, toen hij al luitenant in het gevolg van zijn oom Charles Droste deelnam aan de Eerste Münsterse Oorlog. Twee jaar later werd hij kapitein bij de mariniers. Als staatsgezinde was er daarna geen verdere toekomst voor hem in het leger van de republiek en in 1676 nam hij ontslag. Droste vestigde zich in Den Haag waar hij actief was als dichter en verzamelaar van schilderijen. Hij stierf in de eerste helft van 1734.

## Werk
Vanaf 1720 tot zijn dood werkte Droste aan gedenkschriften, waarvan een eerste druk verscheen in 1723 onder de titel Verversing van geheugchenis door den Heer Coenraet Droste. Hij maakte een eerste Nederlandse vertaling rechtstreeks uit het Grieks van de Ilias.